# DE2500型柴油机车
DE2500型柴油机车是由联邦德国（西德）亨舍尔公司和瑞士勃朗-包维利股份公司（BBC）合作开发的干线柴油机车，也是世界上第一种采用交流传动技术的铁路机车。DE2500型机车属于试验性车型，虽然曾经交付德国联邦铁路试用，但未投入批量生产。

## 发展历史

### 内燃机车试验
1971年，西德亨舍尔公司和瑞士BBC公司成功研制了世界上第一台交流传动机车，采用了三相异步交流牵引电动机和晶闸管电压型逆变器，机车轴式Co-Co。在试验中交流传动机车显示出起动牵引能力大、粘着利用好、维护方便等特点，其优越的牵引性能很快获得了铁路运输部门认可。1974年9月底，DE2500型机车在杜伊斯堡—汉堡铁路进行了重载牵引和起动试验，为了增加列车起动时的困难，试验人员预先在机车前面约三米长的钢轨上涂油；DE2500型机车在不借助于撒砂的情况下成功起动3500吨重载货车，并在0～25公里/小时的速度范围内运行，在粘着极限上运行时列车平衡速度达到10公里/小时。
1973年，亨舍尔公司又生产了两台DE2500型机车。三台机车均在1970年代交付德国联邦铁路，配属机务段投入运用；三台机车在德国联邦铁路机务系统内被定型为202型，车号分别为202 002-2（白色涂装）、202 003-0（橙色涂装）、202 004-8（蓝色涂装）。

### 电力机车试验
1976年，由一台DE2500型机车（202 002）加挂一节装有主变压器、受电弓、四象限脉冲变流器等设备的控制车（Steuerwagen BDnrf），组成电力机车试验车组，对采用四象限变流器供电的电力机车的电气性能加以研究，试验结果证明交流传动系统在15千伏16⅔赫兹的低频单相交流电气化铁路上运作良好，并没有对电网产生不良反应。
此后，这台机车又被改造为适用于供电制式为1500伏直流电气化铁路的电力机车，并交付荷兰铁路（NS）试验运用，这台机车在荷兰铁路系统内被定型为1600P型电力机车，并改成荷兰铁路统一的黄色涂装。机车经过大范围改造，将柴油发电机组拆除并代之以主变压器、四象限脉冲变流器和压载配重，并加装了受电弓。荷兰铁路对这种电力机车的表现十分满意，但出于生产价格和交货时间的考虑，荷兰最终并没有采购DE2500型机车，反而选择引进法国阿尔斯通公司的BB 7200型电力机车。

### 高速试验机车

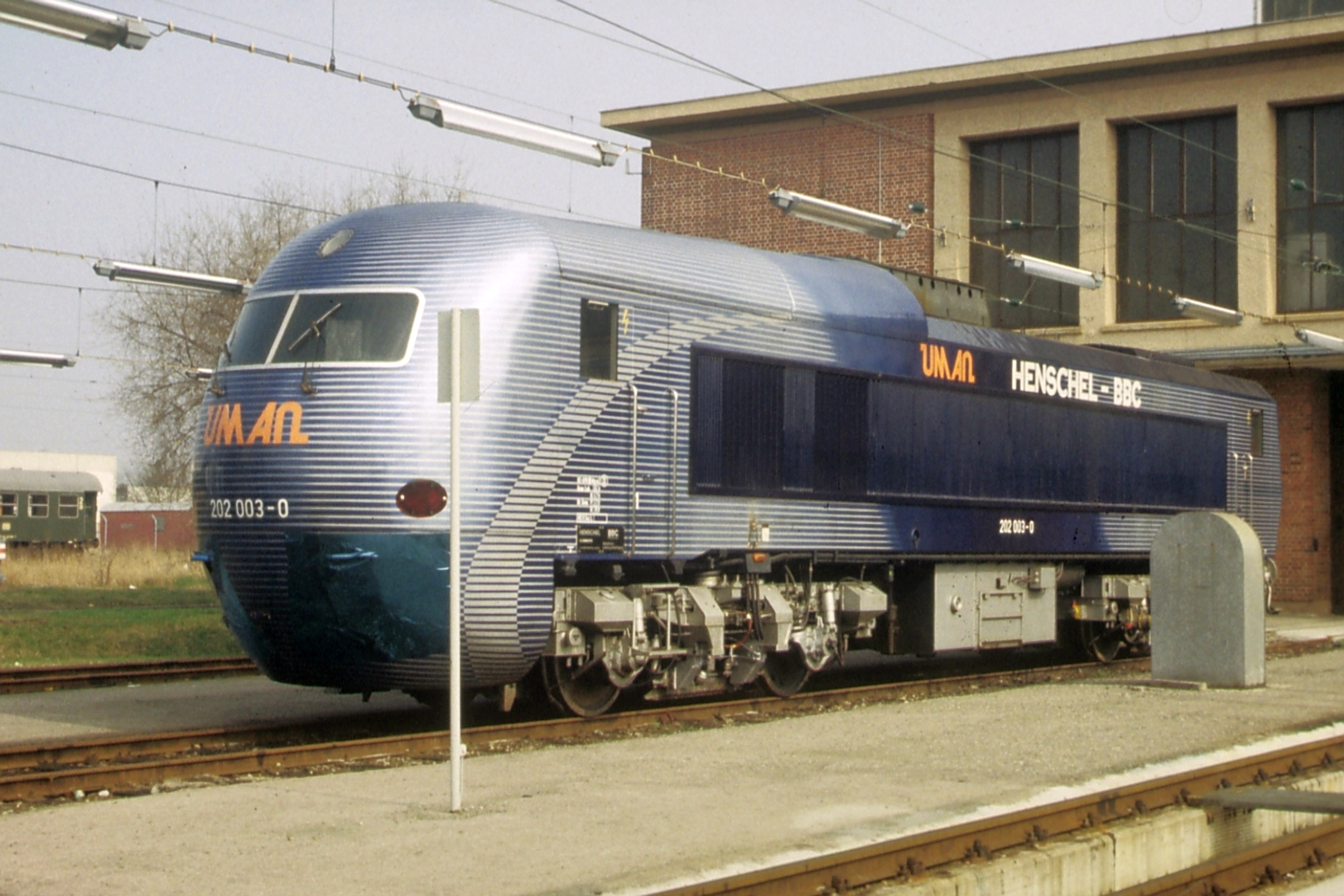
改装“UmAn”高速转向架、流线型头型的DE2500型机车

为了发展高速客运，德国联邦技术部于1979年8月批准研制驱动质量可控转换的“UmAn”（Umkoppelbarer Antriebsmasse）高速转向架，并装用于一台DE2500型机车（202 003）进行高速试验，构造速度达到250公里/小时，机车其中一端车头并被改造为流线型头型，以减少机车高速试验时的运行阻力。“UmAn”转向架继承了德国铁路120型电力机车转向架的BBC轮对空心轴驱动、一体化驱动制动单元、半体悬式全悬挂、磨耗形踏面、高挠圆簧加抗蛇行减振器二系悬挂等技术。德国通过在DE2500型机车上进行的大量研究试验，获得了高速转向架的大量经验和数据，并为以后的“城际特快列车”（ICE）奠定了基础，于1985年研制成功的“試驗型城際特快列車”（ICE-V），其动力车即基本沿用了DE2500高速试验机车的“UmAn”转向架结构。

### 车辆保存
三台DE2500型机车目前均获得妥善保存：

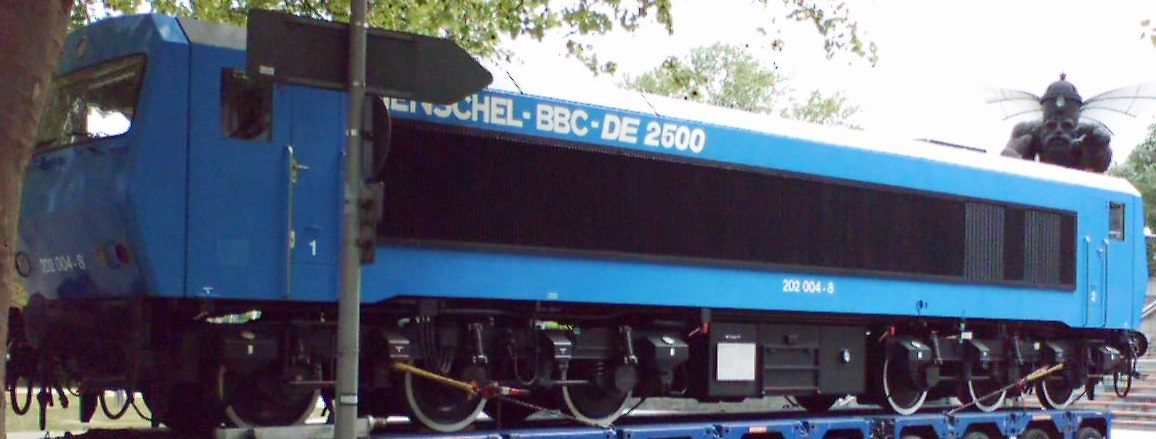
202 004-8号机车

- 202 002-2：保存于位于德国卡塞尔的庞巴迪工厂
- 202 003-0：保存于德国柏林技术博物馆
- 202 004-8：保存于德国曼海姆技术劳动博物馆（Technoseum）